# Choia
Genre
Choia est un genre éteint d'éponges de la famille Choiidae (ordre des Monaxonida, classe des Demospongiae). Ce genre a été découvert dans les schistes de Burgess datés du Cambrien moyen, il y a environ 505 Ma (millions d'années), et dans la formation des argiles de Fezouata dans le Sud-Est du Maroc, datée de l'Ordovicien inférieur , il y a environ 480 Ma.

## Systématique
Le genre Choia a été créé en 1920 par le géologue et paléontologue américain Charles Doolittle Walcott (1850-1927),.

## Liste d'espèces
Selon Paleobiology Database (4 juillet 2022) :
- † Choia carteri Walcott, 1920 - espèce type
- † Choia hindei (Dawson, 1896)
- † Choia ridleyi Walcott, 1920
- † Choia striata Xiao et al., 2005
- † Choia utahensis Walcott, 1920

Auxquelles certains auteurs ajoutent :
- † Choia xiaolantianensis Hou et al., 1999

## Publication originale
- (en) Charles D. Walcott, « Middle Cambrian Spongiae », Smithsonian Miscellaneous Collections, vol. 67, no 6,‎ 1920, p. 261–364 (ISSN 0096-8749, OCLC 1376204, lire en ligne).